# Telemontecarlo

Telemontecarlo war der erste italienische Privatsender mit Sitz in Monte Carlo. 

## Geschichte
Er sendete in Italienisch ab 1974 vom Fürstentum Monaco aus. Ab 1986 gingen die Zuschauerquoten von Telemontecarlo stark zurück. Während der Sender noch 1985 ca. 500.000 Zuschauer hatte, sank diese Zahl bereits 1986 auf etwa 90.000. Als Grund dafür gilt, dass mit Silvio Berlusconis Mediaset nun ein zweiter Privatsender landesweit zu sehen war und dessen Canale 5 viermal so viele Zuschauer wie Telemontecarlo hatte. Am 23. Juni 2001 wurde der Sender geschlossen und durch den Sender La7 ersetzt.